# Nagano
Nagano (jap. 長野市 Nagano-shi) – miasto w środkowej części wyspy Honsiu w Japonii; stolica prefektury Nagano.

## Położenie
Miasto w północnej części prefektury Nagano u zbiegu rzek: Chikuma i Sai.

## Gospodarka
W mieście rozwinął się przemysł maszynowy, jedwabniczy, spożywczy, drzewny oraz rzemieślniczy.

## Historia
Nagano rozwinęło się jako miasto wokół świątyni buddyjskiej Zenkō-ji.
Ważniejsze wydarzenia:
- 642 r. – na teren obecnego Nagano przeniesiono świątynię Zenkō-ji z obecnego terytorium miasta Iida;
- druga połowa XVI w. – w okolicach miasta, na równinie Kawanakajima, Shingen Takeda i Kenshin Uesugi stoczyli pięć bitew;
- 8 maja 1847 r. – trzęsienie ziemi, które pochłonęło 10 tys. ofiar;
- 1 kwietnia 1897 r. – przyznano status miasta;
- 1954 r. – do miasta przyłączono przyległe miasteczka;
- 1959 r. – wylała rzeka Chikuma, zginęło 71 osób i zostało zniszczonych 20 tys. domów;
- 16 października 1966 r. – nadano miastu nowy status i przyłączono kolejne miejscowości;
- 1985 r. – w wyniku obsunięcia ziemi zginęło 26 osób, a 60 domów zostało zniszczonych;
- 1998 r. – w mieście odbyły się Zimowe Igrzyska Olimpijskie;
- 1 kwietnia 1999 r. – nadano miastu status „miasta-rdzenia” (中核市, chūkaku-shi, w podziale administracyjnym kategoria miast powyżej 300 tys. mieszkańców i obszarze ponad 100 km², przejmują wiele funkcji władz prefekturalnych);
- 1 stycznia 2005 r. – do miasta przyłączono miasteczko Toyono oraz wsie: Togakushi, Kinasa, Ōoka
- 2011 r. – mistrzostwa świata w łyżwiarstwie figurowym.

## Transport
Główna stacja kolejowa miasta, Nagano Station, obsługuje linie: Shinano, Shin'etsu, Iiyama, Chūō. Od 1997 r. miasto jest połączone z siecią super ekspresów Shinkansen.
Miasto jest obsługiwane przez port lotniczy w Matsumoto.
Firmy autobusowe Kawanakajima Bus i Nagano Dentetsu Bus Co. zapewniają komunikację miejską i połączenia z okolicznymi miasteczkami.

## Sport
Na terenie Nagano działa klub sportowy AC Nagano Parceiro występujący w J3 League.

## Miejsca godne zwiedzenia

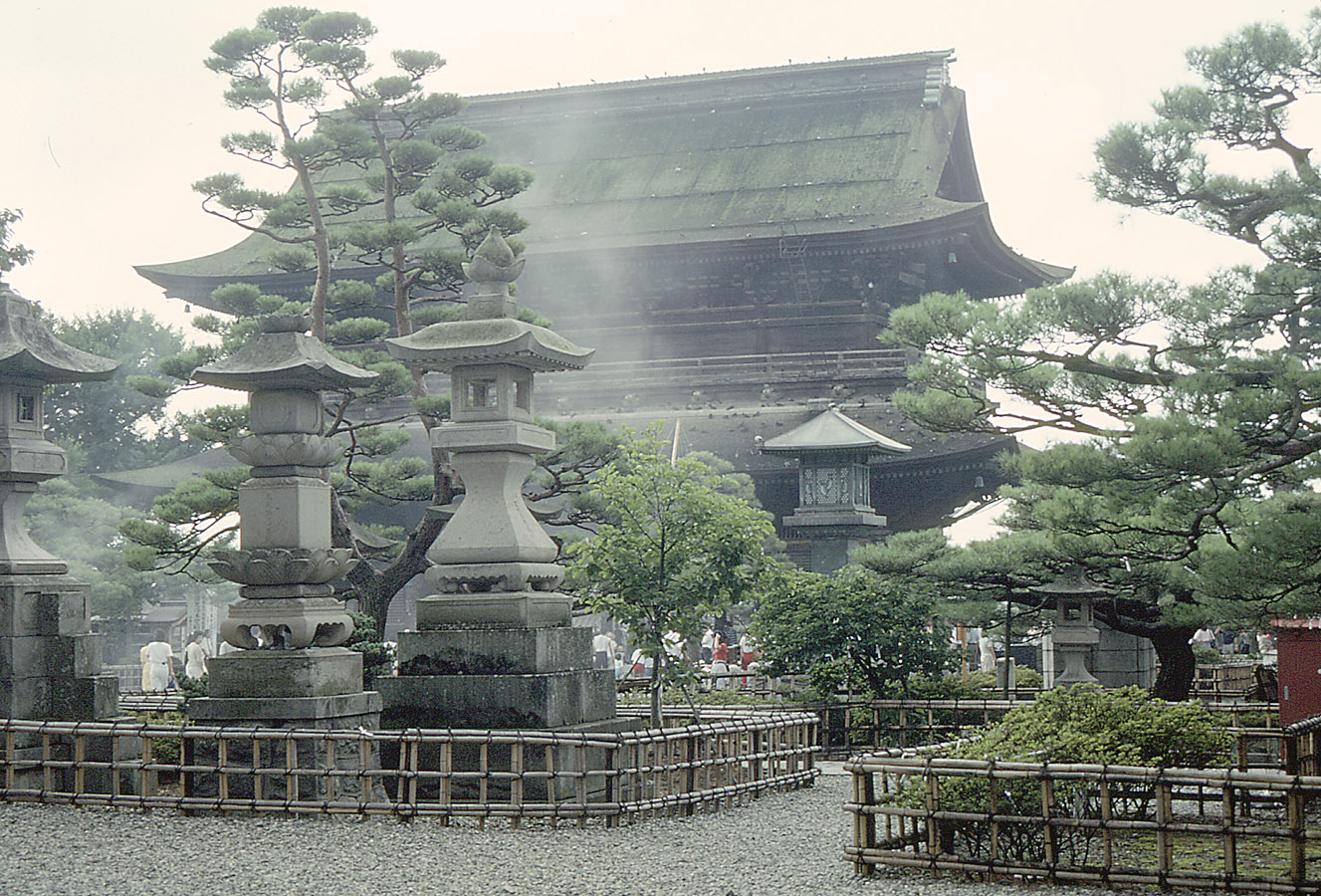
Buddyjska świątynia Zenkō-ji w Nagano

- Nagano Prefectural Shinano Art Museum usytuowane w parku Jōyama obok Zenkō-ji. Powstało w 1966 r. głównie w celu promowania prac lokalnych artystów[3]
- Higashiyama Kaii Gallery[3] (aneks ww. muzeum) otwarta w 1990 r. Zawiera prace znanego malarza-pejzażysty Kaii Higashiyamy[4] (1908-1999)
- Togakushi Folk Museum i Togakure Ninpo Museum[5] poświęcone lokalnej szkole ninja
- Miejsce bitwy na równinach Kawanakajimy (obecnie park)
- Świątynia buddyjska Zenkō-ji
- Zespół chramów shintō Togakushi-jinja[6], położony u stóp góry Togakushi (1904 m n.p.m.)[7]
- Pozostałości zamku Matsushiro (także nazwa Kaizu), zbudowanego przez Shingena Takedę w 1560 r.
- Tereny olimpijskie[8]

## Miasta partnerskie
- Stany Zjednoczone: Clearwater
- Chiny: Shijiazhuang